# Општина Сучевени (Галац)
Сучевени (рум. Suceveni) општина је у Румунији у округу Галац.
Oпштина се налази на надморској висини од 67 m.